# 가자 인도주의 재단
가자 인도주의 재단(GHF)은 가자 인도주의적 위기 동안 인도주의적 지원을 배포하기 위해 2025년 2월에 설립된 미국의 비영리 단체이다. GHF는 가자 지구에서 주요 구호품 공급자로서 유엔을 우회하기 위해 만들어졌다. 이스라엘 정부와 미국 정부의 지원을 받는 GHF는 구호품이 하마스에 의해 일상적으로 유용되고 있다는 이스라엘의 주장에 대한 대응으로 2025년 5월부터 운영을 시작했다. 유엔을 포함한 구호 단체들은 이러한 주장을 부인했으며 구호품 절도를 이스라엘군이 무장시킨 팔레스타인 단체의 소행이라고 반론했다. 또한, GHF 배급 현장 근처에서 대규모 살해 사건이 반복되고 있다. 2025년 7월 31일, 유엔 인권최고대표사무소(OHCHR)는 5월 27일 이후 식량을 구하려다 사망한 팔레스타인인 1,373명 중 859명이 GHF 현장 근처에서 사망했다고 보고했다.
GHF 현장 공격은 OHCHR, 가자 관계자 및 목격자들에 의해 이스라엘 방위군(IDF)의 소행으로 지목되었다. GHF 소속 미국 계약자들도 팔레스타인 민간인을 총격하는 모습이 영상으로 촬영되었으며, 전직 직원들에 따르면 GHF의 조직 문화는 구호품을 찾는 사람들을 비인간적으로 대하고 계약자들의 행동에 대한 통제가 거의 없다고 한다. GHF와 IDF는 구호품 현장에서 발생한 사망 사건에 대한 책임을 반복적으로 부인하며, 경고 사격만 있었다고 밝혔다.
배급 현장에서 반복적으로 발생한 대량 살상 사건의 생존자들은 이스라엘의 지원을 받는 작전을 구호가 아닌 덫 또는 죽음의 덫으로 부르기 시작했다. 국경없는의사회는 이러한 배급 현장 주변 상황을 "구호로 위장한 학살" 및 "계획된 살인"으로 묘사했다. 헌법적 권리 센터와 14개 인권 단체는 GHF가 전쟁범죄, 인도에 반한 죄, 그리고 팔레스타인인에 대한 집단살해에 대한 공모로 책임을 질 수 있다고 경고했다.
유엔과 다른 구호 단체들은 GHF와의 협력을 거부하며, GHF가 구호품을 정치화하고 "무기화"하며 팔레스타인 사람들에게 안전하지 않고 품위를 떨어뜨리는 방식으로 전달하고 있다고 비난했다. 유엔과 세이브 더 칠드런 및 옥스팜을 포함한 170개 이상의 자선 단체 및 NGO들은 GHF가 인도주의적 규범을 준수하지 않고 2백만 명의 팔레스타인인들을 과밀하고 군사화된 지역으로 강제 이동시키고, 구호품을 찾는 사람들을 거의 매일 공격에 노출시켜 인도주의적 규범을 위반하고 있다고 비난하며 GHF의 즉각적인 폐쇄를 요구했다.
GHF는 또한 유엔과 인도주의 단체들로부터 구호품 배급을 정치화한다는 비판을 받았는데, 기존 인도주의 단체들은 GHF가 이스라엘이 가자 지구에서 팔레스타인인을 비워내고 기아를 전쟁의 무기로 사용하는 목적을 추구하는 데 명분을 주고 있다고 말한다.
GHF는 전 USAID 매니저인 존 에이커리 전무이사와 미국 복음주의 지도자이자 사업가인 조니 무어 주니어 이사장이 이끌고 있다.

## 배경
이스라엘-하마스 전쟁 발발 이후 최소 52,700명의 팔레스타인인이 사망했다. 가자 지구로 통하는 이스라엘 검문소 때문에 이스라엘 정부와 IDF는 가자 지구로의 인도주의적 지원 진입을 통제해 왔으며, 이스라엘 정부의 봉쇄 또는 이스라엘 민간인의 행동으로 인해 수년간 여러 차례 구호품 전달이 중단되었다. 2025년 3월 2일, 이스라엘은 하마스의 인질 석방 압박을 명분으로 가자 지구에 식량, 물, 의료품, 피난처, 연료의 진입을 거부하는 봉쇄 조치를 단행했다. 봉쇄 조치는 통합 식량 안보 단계 분류 (IPC)로부터 기근에 대한 우려를 제기했다. 5월 초, 미국 정부는 새로 등록된 가자 인도주의 재단이 주도하고 민간 계약업체와 이스라엘군이 보안을 제공하는 구호품 배급 시스템 계획에 대한 보도를 확인했다. 5월 19일, 이스라엘이 "기본적인 양의 식량" 진입을 허용한다는 성명 발표 후, 봉쇄 조치 이후 처음으로 구호 트럭이 가자 지구에 진입했다. 가자 인도주의 재단은 5월 26일부터 구호품을 배급하기 시작했다.
뉴욕 타임스의 보도에 따르면, 이스라엘의 지원을 받는 민간 식량 배급 프로그램 아이디어는 2023년 12월에 논의되었다. 2024년 내내 이스라엘 관계자들은 주로 CIA 베테랑 필립 라일리를 포함한 미국 민간 보안 계약업체들과 협력하여 계획을 개발했다. 라일리는 나중에 2025년 1월에 보안 회사인 세이프 리치 솔루션즈(SRS)를 설립했으며, 이 회사는 가자 지구의 식량 배급 현장 보안을 담당했다. SRS는 와이오밍에 본사를 둔 신탁회사 소유이며, 이 신탁회사의 수혜자는 워드 맥널리가 2008년에 설립한 사모펀드인 맥널리 캐피털이다. 보스턴 컨설팅 그룹도 SRS를 지원하기 위해 맥널리 캐피털과 여러 계약을 체결하여 GHF 설립을 도왔지만, 나중에 이 프로젝트에서 철회했다. 베냐민 네타냐후 이스라엘 총리는 재단이 이스라엘에서 시작된 이니셔티브라고 밝혔다.

## 조직
가자 인도주의 재단은 2025년 2월 델라웨어주에 등록되었으며, 제네바에 계류 중이던 서류는 정리되고 있었다. 초기 GHF 문서에는 월드 센트럴 키친의 전 CEO 네이트 묵이 이사회 멤버로 기재되었지만, 그는 자신은 이사회에 없다고 밝혔다.
6월 12일부터 전 USAID 관리인 존 에이커리가 임시 이사로 재직 중이다. 에이커리에 따르면, "식량 수요는 끊임없고, 우리의 헌신도 그렇다… 우리는 사람들을 안전하고 정보를 얻도록 실시간으로 운영을 조정하고 있으며, 가자 사람들에게 더 많은 식사를 제공하기 위해 다른 조직들과 협력할 준비가 되어 있다."
6월 3일, 미국 복음주의 지도자이자 사업가인 조니 무어 주니어가 GHF의 이사장으로 임명되었다. 무어는 이전에 도널드 트럼프의 가자 지구 인수 제안을 칭찬하며 "미국은 가자 지구의 미래에 대한 전적인 책임을 질 것이며, 모든 사람에게 희망과 미래를 줄 것이다"라고 말한 바 있다.
이 계획은 IDF 대원의 도움 없이 이스라엘군과 미국 기반의 민간 계약업체가 확보한 소수의 배급 허브를 주로 가자 남부에 사용할 예정이다. 이스라엘 주재 미국 대사 마이크 허커비는 기자들에게 IDF 병력이 추가 보호를 위해 허브에서 "떨어진 곳"에 주둔할 것이라고 밝혔다. 이 계획은 이스라엘군의 이전 계획과 유사하며, 유엔 및 다른 국제 기관들이 가자 지구 전체에 걸쳐 수백 개의 소규모 배급 지점을 포함하는 모델과는 대조적이다.
구호 관계자들은 하마스 무장 세력과의 연루 여부를 확인하기 위해 안면 인식이나 생체 인식 기술을 사용할 수도 있다고 밝혔다.
스테이션은 특정 장소에서 한 달에 한두 번만 구호품을 배급하며, 구호품은 미리 포장된 식량, 위생 키트, 의료 용품 등으로 구성될 예정이다. 제안서에 따르면 각 식사는 조달 및 배급 비용을 포함하여 약 1.30달러로 책정되었다.
2025년 6월, 보스턴 컨설팅 그룹 (BCG)은 GHF와의 계약을 종료했다. BCG는 이스라엘과 협력하여 GHF 설립을 도왔으며, 계약업체에 대한 가격 책정을 담당했다. BCG는 이 작업이 "무상으로" 이루어졌다고 말했지만, 워싱턴 포스트는 BCG가 월 100만 달러 이상의 청구서를 제출했다고 보도했다. BCG는 GHF를 위해 감독한 작업을 "승인되지 않은" 것이라며 두 명의 고위 파트너를 해고했다.
2025년 7월 초, 스위스 당국은 제네바에 있는 GHF 사무실이 운영을 계속하기 위한 법적 요구사항을 준수하지 않아 폐쇄 명령을 내렸다.

### 전무이사 전환
초대 전무이사였던 제이크 우드,는 전직 미 해병대원이자 재난 구호 기관 팀 루비콘의 공동 설립자이다. 2025년 5월 25일, 우드는 재단의 목표를 달성하는 것이 "인도주의, 중립성, 공정성, 독립성이라는 인도주의 원칙을 엄격히 준수하면서는 불가능하며, 나는 이를 포기하지 않을 것"이기 때문에 사임한다고 발표했다. 우드는 자신이 "팔레스타인 주민을 강제로 쫓아내거나 이동시키는 어떤 일에도 참여하지 않을 것"이라고 단호히 주장했다. 그는 또한 이스라엘에게 모든 경로를 통해 가자 지구로 훨씬 더 많은 구호품이 들어올 수 있도록 허용하고, 그러한 구호품이 유용되거나 차별 없이 들어올 수 있도록 허용하며, 하마스에게 인질들을 석방할 것을 촉구했다. GHF는 우드 없이 운영을 시작할 것이며, 일주일 안에 백만 명 이상의 팔레스타인인에게 식량을 공급할 것이라고 밝혔다.

### 프로그램 특성
"가자 지구 인도주의 지원 배급 프로그램"으로 알려진 이 프로그램은 GHF가 주도하는 미국-이스라엘 공동 프로그램으로, 이스라엘이 가자 지구에 부과한 11주간의 식량 진입 봉쇄에 대응하여 가자 지구의 민간인에게 식량, 의약품, 보급품 등의 인도주의적 지원을 촉진하도록 설계되었다. 미국과 이스라엘은 GHF를 통한 구호품 배급이 하마스가 구호품을 훔치는 것을 막을 것이라고 말한다. 유엔은 하마스의 구호품 절도가 광범위한 문제가 아니라고 말한다. 하마스는 구호품을 훔치지 않았다고 말한다.

#### 프로그램 계획
이 프로그램의 계획은 IDF 대원의 도움 없이 이스라엘군과 미국 기반의 민간 계약업체가 확보한 소수의 배급 허브를 주로 가자 남부에 사용하는 것을 포함했다. 이스라엘 주재 미국 대사 마이크 허커비는 기자들에게 IDF 병력이 추가 보호를 위해 허브에서 "떨어진 곳"에 주둔할 것이라고 밝혔다. 이 계획은 이스라엘군의 이전 계획과 유사하며, 유엔 및 다른 국제 기관들이 가자 지구 전체에 걸쳐 수백 개의 소규모 배급 지점을 포함하는 모델과는 대조적이다.
스테이션은 특정 장소에서 한 달에 한두 번만 구호품을 배급하며, 구호품은 미리 포장된 식량, 위생 키트, 의료 용품 등으로 구성될 예정이다. 제안서에 따르면 각 식사는 조달 및 배급 비용을 포함하여 약 1.30달러로 책정되었다. 구호 관계자들은 하마스 무장 세력과의 연루 여부를 확인하기 위해 안면 인식이나 생체 인식 기술을 사용할 수도 있다고 밝혔다.

#### 운영
GHF의 세 개 배급 현장은 라파의 IDF가 대피 경고를 발령한 지역에 있으며, 한 곳은 가자에 있다. 2025년 5월 29일 현재, 네차림 회랑 북쪽에는 배급 현장이 건설되지 않았다. 2025년 8월 6일, 이스라엘 주재 미국 대사 마이크 허커비는 배급 현장 수를 4곳에서 16곳으로 "확대"하고 하루 24시간 운영할 계획을 발표했다.
시설은 미국 계약업체가 확보하고 이스라엘 방위군 (IDF)이 원거리에서 모니터링한다.
주로 식량 상자로 지원이 이루어진다. 이스라엘 당국은 지원품에 밀가루, 이유식, 의료 용품이 포함되어 있다고 밝혔다. 6월 13일 데벡스 보고서에 따르면 GHF 상자에는 연료, 물, 위생, 쉼터 또는 의료 서비스가 제공되지 않는다. 미들 이스트 아이가 인터뷰한 팔레스타인인들은 GHF가 제공하는 상자가 부적절하다고 묘사하며, 상자에 생수, 조리용 연료, 의약품, 담요, 분유 또는 이유식과 같은 물품이 포함되어 있지 않다고 말했다. BBC는 GHF 상자가 주로 연료와 물이 필요한 건조 식품과 일부 즉석 식품을 포함하고 있다고 보도했으며, 가자 지구가 물 위기를 겪고 있음에도 불구하고 이렇다고 지적했다. GHF는 각 상자가 42,500칼로리를 포함하며, 5.5명이 3.5일 동안 먹을 수 있다고 말한다. BBC가 인터뷰한 소식통은 상자에 칼슘, 아연, 철분과 같은 영양소가 부족하여 빈혈과 괴혈병 위험을 증가시킬 것이라고 말했다.
운영 첫날 말까지 GHF는 8,000개의 식량 상자를 배급했다고 보고했으며, 이는 44,000명이 한 주 반 동안 먹을 수 있는 양으로, 가자 인구의 약 2%를 충당한다. 6월 12일, GHF는 일일 260만 끼의 식량을 배급했다고 보고했으며, 이는 운영 시작 이래 가장 높은 일일 생산량이다. GHF는 원래 식사를 1,750Cal|kJ|lk=on|abbr=off로 계산했으며, 6월에는 이 계산이 2,500Cal|kJ로 상향 조정되었다. 세계보건기구, 유니세프, 세계 식량 계획은 비상 상황에서 하루 2,100Cal|kJ를 기준으로 삼고 있다. 알렉스 드 발은 GHF의 배급 작업이 가자 지구의 영양 필요량의 절반 미만을 충족한다고 추정한다.

### 자금 조달
GHF는 자금 출처에 대한 정보를 공개하지 않았다. 2025년 6월 6일, 로이터는 미국 국무부가 미국 국제개발처 (USAID)로부터 GHF에 5억 달러를 지원하는 것을 고려하고 있다고 보도했다. 6월 11일, 마이크 허커비는 당시 GHF가 대부분 미국으로부터 자금을 지원받고 있지 않다고 말했다. 허커비는 이 단체의 자금 출처에는 다른 국가, NGO, 인도주의 기금, 그리고 익명을 요청한 개인들이 포함된다고 밝혔다. 6월 26일, 미국 국무부는 GHF에 3천만 달러의 자금 지원을 승인했다고 발표하며, 이를 "트럼프 대통령과 루비오 장관의 지역 평화 추구의 최신 결과물"이라고 불렀다. 가디언에 따르면, 발표 당시 국무부로부터 GHF에 이미 700만 달러가 지급되었다.

## 역사
재단은 2025년 5월 26일 라파의 새 배급 센터에서 운영을 시작했다.
2025년 6월 GHF가 운영하는 센터는 탈 알-술탄, 사우디 지구, 칸 유니스, 와디 가자였다. 이 센터들은 약 400개의 유엔 배급 지점을 대체했다. GHF 센터들은 대피 구역에 위치하며, 팔레스타인인들은 이전에 떠나라는 명령을 받았던 지역으로 구호품을 받기 위해 다시 진입해야 한다. 구호품을 찾는 사람들은 센터가 열기 전에 접근하는 것이 허용되지 않는다. 센터의 개장 시간은 온라인으로 드물게 발표되며, 종종 실제 개장 몇 분 전에만 발표된다. 센터가 열려 있는 시간은 시간이 지남에 따라 줄어들었으며, 2025년 6월에는 하루 11분까지 짧아졌다.

### 살해 및 기타 접근 사건
2025년 5월 27일부터 1,054명 이상의 팔레스타인 민간인이 사망하고 수천 명이 더 부상당했다. 이들은 가자 지구에 있는 미국과 이스라엘이 지원하는 가자 인도주의 재단(GHF)이 운영하는 새로 설립된 원조 배급 장소에 접근하다가 이스라엘 방위군(IDF), GHF가 고용한 계약자, 그리고 무장 갱단에 의해 총격을 받았다. 이 살해 사건은 2025년 3월 초부터 가자에 대한 인도주의적 원조를 심각하게 제한하여 가자 인도주의적 위기를 악화시킨 11주간의 이스라엘 봉쇄 이후 GHF의 작전 첫날부터 발생하기 시작했다. 2025년 7월 15일, 유엔 인권최고대표사무소(OHCHR)는 7월 13일 현재 팔레스타인 원조를 구하는 875명이 사망했으며, 이 중 674명은 원조 현장 근처에서, 201명은 원조 호송대 경로 근처 또는 위에서 사망했다고 확인했다. 7월 5일, 가자 보건부는 최소 743명의 팔레스타인인이 사망하고 4,891명 이상이 부상당했다고 보고했다. 앞서 7월 1일, 보건부는 사망자 중 약 70%가 GHF 현장에서 사망했다고 언급했다.
미국의 비영리 단체인 헌법 권리 센터는 GHF가 전쟁범죄, 인도에 반한 죄, 팔레스타인인에 대한 집단학살에 대한 공모에 법적 책임이 있을 가능성이 있다고 본다. 국제앰네스티가 수집한 증거는 GHF의 목적이 "이스라엘의 집단학살의 또 다른 도구가 되면서 국제적 우려를 무마하는 것"이라고 시사한다. 유엔과 세이브 더 칠드런 및 옥스팜을 포함한 170개 이상의 자선단체 및 비정부 기구들은 GHF가 인도주의적 규범을 준수하지 못하고 200만 명의 팔레스타인인을 과밀하고 군사화된 지역으로 강제 이주시켰으며 원조를 구하는 사람들을 거의 매일 공격에 노출시켜 인도주의적 규범을 위반했다고 비난한다. 또한, 이들 단체는 GHF와 그 계획을 즉시 폐쇄할 것을 요구한다.
2025년 6월 말, 하아레츠는 IDF 병사들이 비무장 군중에 발포하여 "식량 배급 센터에서 멀리 떨어지게 하라"는 명령을 받았다고 보도했다. Safe Reach Solutions(SRS)와 같은 미국 보안 계약자들도 원조를 구하는 팔레스타인인들에게 실탄을 발사하고 섬광탄을 던졌다고 알려졌다.
2025년 6월 12일, GHF는 약 20여 명의 팔레스타인 GHF 직원을 태운 버스가 하마스의 공격을 받아 최소 8명이 사망하고 여러 명이 부상을 입었다고 보고했다. 가자 지구 내 소셜 미디어에서는 하마스가 반하마스 무장 지도자 야세르 아부 샤밥과 연계된 GHF 직원을 태운 버스를 표적으로 삼았다고 밝혔다. 버스 사건과 관련하여 GHF와 협력하는 팔레스타인 단체인 알-카진다르 컴퍼니는 하마스 무장 세력이 자사 직원을 표적으로 삼아 8명을 살해했다고 밝혔다. 이 회사 이사는 하마스가 살해된 직원들을 위협했으며, 다른 직원들은 폭행당하고 총격을 받았다고 말했다. 하마스는 이스라엘의 지원을 받는 인민군 민병대원 12명을 사살했다고 밝혔다. GHF는 아부 샤밥 그룹과 협력하지 않으며, 자사 직원은 비무장 팔레스타인 근로자와 주로 미국인으로 구성된 무장 국제 계약업체를 포함하며 이들이 센터를 경비한다고 밝혔다. 아부 샤밥 그룹은 페이스북을 통해 버스 공격에서 하마스에 의해 자사 대원들이 표적이 되지 않았다고 밝혔다. 버스 공격은 하마스가 전 주에 GHF와 협력하는 개인이나 회사에 대해 "단호하고 타협 없는 조치"를 취할 것이라고 경고한 후에 발생했다. 하마스는 6월 8일 경고를 재차 발표하며 GHF와 협력하는 사람들을 공격하도록 병력에 명령했다고 밝혔다. GHF는 또한 하마스 대원들이 나세르 병원 직원들을 위협하여 부상당한 구호 요원들을 치료하지 못하게 했다고 밝혔다.
GHF 소속 미국 계약자들은 동료들에 의해 익명으로, 구호품을 받으러 왔거나 돌아가는 길에 굶주린 팔레스타인인들에게 총격을 가한 것으로 보고되었다. AP에 제공된 비디오에서 계약자들이 팔레스타인인들을 향해 총을 쏘고 맞히는 것을 축하하는 소리가 들린다. 전직 보안 계약업체 직원은 BBC에 같은 내용을 말하며, 동료들이 아무런 위협을 가하지 않는 사람들에게 기관총을 발사했다고 강조했다. 그는 GHF의 문화가 계약업체의 행동에 규칙이나 통제를 부과하지 않으며, 먼저 쏘고 나중에 질문하도록 장려하고, 팔레스타인인들을 "좀비 무리"라고 부른다고 말했다.
2025년 6월 28일 현재, GHF가 구호품 배급을 시작한 이후 500명 이상의 팔레스타인인이 식량을 구하다 사망했다. 목격자들은 이스라엘군이 구호품 배급 현장으로 향하는 군중에게 발포했다고 말한다.
7월 5일, 두 명의 미국 구호 요원이 칸 유니스에 있는 GHF 구호 센터에 두 명의 무장 괴한이 수류탄을 던져 부상을 입었다. GHF는 하마스를 공격의 배후로 지목했다. GHF는 수류탄에 쇠구슬이 들어 있었으며, 수류탄 파편과 쇠구슬이 담긴 사진을 공개했다. 몬도바이스가 인터뷰한 목격자들은 수류탄이 특히 섬광탄이었으며, 미국 계약업체들이 팔레스타인 구호품을 찾는 사람들에게 수류탄을 던졌고, 이들은 수류탄이 폭발하기 전에 다시 던졌다고 말했다.
7월 16일, GHF는 처음으로 그들의 배급 현장 중 한 곳에서 팔레스타인인의 사망 사건을 인정했는데, 이는 최소 20명을 사망시킨 다중밀집사고였다. GHF는 하마스 계열사들이 "고의로 불안을 조성했다"고 말했으며, 가자 관계자들과 목격자들은 구호 현장 직원들의 군중 통제 조치 사용 이후 혼란이 발생했다고 말했다.
7월 21일, 호주, 오스트리아, 벨기에, 캐나다, 덴마크, 에스토니아, 핀란드, 프랑스, 아이슬란드, 아일랜드, 이탈리아, 일본, 라트비아, 리투아니아, 룩셈부르크, 네덜란드, 뉴질랜드, 노르웨이, 폴란드, 포르투갈, 슬로베니아, 스페인, 스웨덴, 스위스, 영국 및 유럽 연합 평등 담당 집행위원, 대비 및 위기 관리 담당 유럽 집행위원 외무장관들은 이스라엘-하마스 전쟁의 즉각적인 종식을 촉구하는 공동 성명에서 이스라엘의 구호품 배급 모델이 "위험하고 불안정을 조장하며 가자 주민의 인간 존엄성을 박탈한다"고 밝혔다.
7월 24일, 사우디 지구 구호 현장에서 GHF는 여성만 구호품을 받을 수 있는 배급을 진행했다. BBC가 인터뷰한 목격자들에 따르면, 현장의 혼란으로 GHF 직원들이 구호품을 내리지 못했으며, 이에 그들이 구호품을 찾는 사람들에게 최루 스프레이와 섬광탄을 사용하기 시작했다. BBC는 그날 두 명의 여성이 총에 맞아 사망했다고 보도했다. 사망한 여성 중 한 명의 자매는 이스라엘군이 그들에게 경고 사격을 가했으며, 그녀의 자매가 군인들에게서 물러서던 중 목에 총을 맞았다고 말했다. IDF는 경고 사격만 했으며 사상자에 대해서는 알지 못한다고 말했다. GHF는 그날 어떠한 사건이나 사망자도 없었다고 부인했다.
7월 26일, BBC는 전 미국 육군 특전부대 중령이자 UG 솔루션을 통한 전 GHF 계약업체인 앤서니 아길라를 인터뷰했다. 아길라는 동료 계약업체 직원들과 IDF 병사들이 민간인들을 살해하는 것을 목격한 후 GHF를 떠났다고 말했으며, 여기에는 메르카바 전차 포탄과 박격포탄을 군중에게 발사하는 것도 포함되었다. 아길라는 자신이 목격한 것을 "전쟁범죄"라고 묘사했다. GHF는 아길라의 주장을 "명백히 거짓"이라고 부인하며, 그를 "비행으로 해고된 불만족스러운 직원"이라고 묘사했지만, 아길라는 이를 부인했다. GHF는 또한 아길라가 허위 문서를 위조하여 잘못된 이야기를 퍼뜨렸다고 비난했다. 아길라는 크리스 밴홀런 미국 상원의원에게 IDF 병사로부터 아이들을 쏘라는 명령을 받았고, 이를 거부하자 상사로부터 GHF가 IDF를 위해 일한다는 말을 들었다고 말했다.
GHF와 IDF는 구호 현장에서 발생한 사망 사건에 대한 책임을 반복적으로 부인하며, 경고 사격만 있었다고 밝혔다.

## 반응
이스라엘은 하마스가 구호품을 훔친다는 주장이 있기 때문에 대안적인 배급 경로가 필요하다고 주장하지만, 유엔 관계자들은 가자 구호품 약탈이 하마스와 아무 관련이 없다고 말했다. USAID의 내부 분석에서도 "하마스가" 미국으로부터 자금을 지원받은 구호품으로 이익을 얻었다는 "보고는 없었다"고 밝혀졌다 (미국 정부 대변인은 이 분석의 타당성에 이의를 제기한다). 이스라엘군 관계자들도 뉴욕 타임스에 익명으로 하마스가 구호품 절도에 가담했다는 증거가 없다고 말했다. 구호 요원들은 대신 절도가 이스라엘이 지원하고 무장시킨 ISIS 연계 반하마스 민병대인 인민군에 의해 자행되고 있다고 밝혔다. 이스라엘 야당 대표 야이르 라피드는 GHF와 미국 세이프 리치 솔루션즈(SRS)가 이스라엘 정부 자금 지원을 숨기기 위한 페이퍼 컴퍼니라고 시사했다.
GHF의 운영은 OCHA 대변인에 의해 "실제로 필요한 것에서 주의를 분산시킨다"고 비판받았다. 유엔과 많은 다른 구호 단체들은 GHF와의 협력을 거부하며, 그들이 "구호품을 무기화"한다고 비난한다. 유엔 구호 책임자 톰 플레처는 재단의 인도주의적 측면에 대한 의구심과 이스라엘의 개입 및 의도에 대한 우려를 제기했다. 플레처는 재단을 가자 지구 팔레스타인인에 대한 "추가 폭력과 이주의 허울"이자 전쟁으로 인한 가자 지구 내 지속적인 문제에 대한 "고의적인 방해"라고 불렀다. 플레처는 이 계획이 구호품을 이스라엘의 정치적, 군사적 목표에 종속시키고 "기아를 협상 카드로 만든다"고 말했다. 유니세프 대변인은 배급 현장에서 굶주린 팔레스타인인에 대한 반복적인 대량 총격 사건 이후 GHF에 대해 "이들은 인도주의자가 아니라 총을 든 사람들이다"라고 말했다. 유니세프는 또한 구호 상자의 무게가 20kg이며 손으로 운반해야 하므로 약하거나 부상당한 사람들은 배제될 수 있다고 지적했다.
카야 칼라스 유럽 연합 외교 정책 책임자는 GHF 계획을 비난하며 "인도주의적 지원은 무기화될 수 없다"고 말했고, 유럽이 가자 지구로 보낸 대부분의 구호품은 "국경 뒤에 있으며 사람들에게 도달하지 못하고 있다"고 밝혔다.
전쟁범죄 피해자를 지원하는 스위스 NGO인 TRIAL 인터내셔널은 스위스 정부에 GHF의 구호 계획이 스위스 및 국제 인도주의법을 준수하는지 조사해 줄 것을 요청했다. TRIAL은 GHF의 계획이 중립적이지 않으며 가자 주민의 강제 이주를 초래할 것이라고 말했다. GHF는 스위스와 델라웨어에 등록된 비영리 단체이다. GHF는 스위스 정부가 스위스에 등록된 재단에 대한 규정을 준수하지 않았다고 밝힌 후 모든 운영을 미국으로 옮길 것이라고 밝혔다. GHF는 "스위스 법인은 비상 계획으로 만들어졌으며; 운영되지 않고; 해산되고 있다"고 말했다. 스위스는 GHF를 조사 중이다.
엘리자베스 워런 미국 상원의원은 마코 루비오에게 GHF에 자금을 지원할 계획이 있는지 공개할 것을 요청했다. 워런은 GHF를 "수십 년 동안 가자 지구와 다른 지역에서 현장에서 일해 온 전문 인도주의 단체들과는 놀라운 차이를 보인다"고 묘사했다.
7월 1일, 세이브 더 칠드런이 "가자: 기아 또는 총격 - 이것은 인도주의적 대응이 아니다"라는 제목의 공동 선언을 발표하며, 가자 지구의 GHF 식량 지원 배급 계획이 민간인을 부상과 사망의 위험에 빠뜨린다는 우려를 제기하며 해체를 촉구했다. 이 선언에는 옥스팜, 국경없는의사회, 국제앰네스티, 노르웨이 난민 위원회를 포함한 171개 NGO가 서명했다. 이 선언은 각국이 이스라엘에게 GHF의 배급을 중단하고 유엔에 의한 구호품 조정을 재개하도록 압력을 가할 것을 촉구했다.
국제앰네스티가 수집한 증거에 따르면 GHF의 목적은 "이스라엘의 집단학살에 대한 또 다른 도구로 작용하면서 국제적 우려를 무마시키는 것"이다. 알렉스 드 발은 GHF를 이스라엘이 팔레스타인 인구의 기아가 심화되는 동안 알리바이를 확보하는 방법으로 간주한다.

### 오염된 구호품 의혹
2025년 6월 27일, 가자 정부 언론 사무실은 가자 지구 GHF 구호 센터에서 배급된 밀가루 자루에서 옥시코돈 "마약성 약물"이 발견된 것에 대해 "깊은 우려와 비난"을 표명했다. 이 사무실은 이스라엘에게 "중독을 퍼뜨리고 팔레스타인 사회 구조를 파괴하는 극악무도한 범죄"에 대한 전적인 책임을 물었으며, "지금까지 밀가루 자루에서 이 약물을 발견한 시민들의 증언 4건을 문서화했다. 더 심각한 것은 이러한 마약성 물질 중 일부가 밀가루 자체에 고의로 갈아 넣거나 녹아 있을 가능성이 있다는 점인데, 이는 범죄의 범위를 확대하고 공중 보건을 직접적으로 겨냥하는 심각한 공격으로 변질시킨다"고 밝혔다. 이에 GHF는 "우리가 배급하는 밀가루는 상업적으로 포장된 것이며 GHF 직원이 생산하거나 취급하지 않는다. 우리는 배급 전에 개봉된 구호 상자는 배급할 수 없다는 안전 프로토콜을 가지고 있다"고 답했다. 스놉스의 분석에 따르면 주장의 진위 여부를 평가할 증거가 충분하지 않다고 밝혔다.

## 같이 보기
- 가자 학살
- 가자 인도주의적 위기 (2023년~현재)